# Едгар Кейси
Едгар Кейси (на английски: Edgar Cayce) е американски паралечител, обявил се за ясновидец и живял в средата на ХХ век.
Роден е във фермерско семейство, близо до Бевърли, на 7 мили южно от Хопкинсвил, Кентъки.
Известен е с предсказанията си, направени по време на сън и записани от стенограф. Медиите често публикуват сензации, според които някои от тези предсказания се сбъдват.
Автор е на около 14 хиляди предсказания на най-различни теми. Доколкото ги е давал в състояние на транс, напомнящо сън, той е получил прозвището „Спящия пророк“.